# Konjugat (algebra)
Inom algebra bildas konjugatet till ett binom {\displaystyle x+y\ } genom att tecknet växlas för en av termerna, till exempel är {\displaystyle x-y\ } konjugatet till {\displaystyle x+y\ }. Om {\displaystyle \ x} är reellt och {\displaystyle \ y} rent imaginärt bildas ett komplexkonjugat och där teckenväxlingen sker för den imaginära termen.

## Konjugatregeln
Produkten av ett binom med dess konjugat blir enligt konjugatregeln differensen mellan två kvadrater
{\displaystyle (x+y)(x-y)=x^{2}-y^{2}\ }

## Rationalisering av nämnare
Rationalisering av nämnaren i ett bråk innebär att man gör en irrationell nämnare rationell, och i sin tur blir täljaren (oftast) irrationell. Detta lyckas ibland genom förlängning med nämnarens konjugat. Exempel:
{\displaystyle {\frac {1}{{\sqrt {a}}-{\sqrt {b}}}}={\frac {({\sqrt {a}}+{\sqrt {b}})}{({\sqrt {a}}-{\sqrt {b}})({\sqrt {a}}+{\sqrt {b}})}}={\frac {{\sqrt {a}}+{\sqrt {b}}}{a-b}}}
{\displaystyle {\frac {1}{{\sqrt {3}}+{\sqrt {2}}}}={\frac {({\sqrt {3}}-{\sqrt {2}})}{({\sqrt {3}}+{\sqrt {2}})({\sqrt {3}}-{\sqrt {2}})}}={\frac {{\sqrt {3}}-{\sqrt {2}}}{3-2}}={\sqrt {3}}-{\sqrt {2}}}